# Синдром Неймегена
 Синдром Неймегена (англ. Nijmegen breakage syndrome, NBS) является редким аутосомно-рецессивным наследственным синдромом хромосомной нестабильности, при котором наблюдается микроцефалия, иммунодефицит и склонность к злокачественным новообразованиям. Синдром Неймегена вызван мутациями в гене NBN, который участвует в клеточном ответе на повреждения ДНК .
Большинство людей с синдромом Неймегена западнославянского происхождения. Наибольшее количество пациентов живёт в Польше.

## История открытия и варианты названия
Название происходит от голландского города Неймеген, в университетской клинике которого это заболевание было впервые описано. В англоязычном названии «Nijmegen breakage syndrome» слово «breakage» обозначает, что это синдром хромосомной нестабильности, то есть, характерной чертой этого синдрома является повышенная частота хромосомных перестроек в соматических клетках. Позднее были описаны синдромы, клинические проявления которых не полностью воспроизводили картину, характерную для синдрома Неймегена. Эти синдромы вначале получили собственные названия: Берлинский синдром нестабильности хромосом (англ., Berlin breakage syndrome) и синдром Семановой (англ., Seemanová syndrome). Позднее выяснилось, что эти синдромы также вызваны мутациями в гене NBN, поэтому в настоящее время эти названия не употребляют.
В русскоязычной медицинской литературе встречаются различные варианты перевода названия этого синдрома: синдром Ниймеген, синдром хромосомных поломок Ниймеген и даже синдром поломок Ниджмеджена.
Доктор медицинских наук Ева Семанова (англ. Seemanová), которая описала вариант синдрома у чешских пациентов, имя которой носил этот синдром, работала в Motol Hospital , Праге, Чешской Республике, в качестве профессора медицинской генетики.

## Характеристики
Синдром характеризуется микроцефалией, особой внешностью, небольшим ростом, иммунодефицитом, радиационной чувствительностью и предрасположенностью к злокачественным новообразованиям в лимфоидной ткани.

## Причина и генетика

Синдром Неймегена имеет аутосомно-рецессивный тип наследования.

NBS вызывается мутацией гена NBN, расположенного у человека на хромосоме 8q21. Заболевание наследуется по аутосомно-рецессивному типу. Это означает, что ген, мутации в котором приводят к заболеванию , находится на аутосоме, и для развития патологии необходимо две копии дефектного гена, наследуемые по одной от каждого родителя. Родители человека с аутосомно-рецессивным заболеванием несут по одной копии дефектного гена, но, как правило, не испытывают каких-либо признаков или симптомов расстройства.
Описаны случаи, очень похожие на синдром Неймегена, вызванные мутациями в генах MRE11A и RAD50. Белки, являющиеся продуктами генов NBN, MRE11A и RAD50, образуют комплекс MRN, являющийся ключевым фактором в клеточном ответе на двунитевые разрывы ДНК.
Ген NBN кодирует белок нибрин, который в составе MRN комплекса участвует в запуске клеточного ответа на повреждение ДНК, а именно: в распознавании двунитевых разрывов ДНК и активации ключевой протеинкиназы ATM.
Описан случай, в котором у двух взрослых брата и сестры, гетерозиготных по конкретной нонсенс-мутации  в гене NBN, наблюдали повышенную клеточную чувствительность к ионизирующему излучению, хромосомную нестабильность и бесплодие, однако не наблюдали пороки развития, обычные для других больных NBS. Вероятно, гетерозиготность по нонсенс-мутации в гене NBN в этом случае привела, в первую очередь, к нарушению гомологичной рекомбинации, которая способна не только безошибочно репарировать двунитевые разрывы ДНК, но и отвечает за кроссинговер во время мейоза.